# Kutinkalla
Kutinkalla är öar i Finland. De ligger i Bottenviken och i kommunen Ijo i den ekonomiska regionen  Oulunkaari i landskapet Norra Österbotten, i den norra delen av landet. Öarna ligger omkring 39 kilometer norr om Uleåborg och omkring 570 kilometer norr om Helsingfors.
Arean för den av öarna koordinaterna pekar på är 8,6 hektar och dess största längd är 420 meter i sydväst-nordöstlig riktning.